# Hyby församling
Hyby församling var en församling i Lunds stift och i Svedala kommun. Församlingen uppgick 2002 i Värby församling.

## Administrativ historik
Församlingen har medeltida ursprung. 
Församlingen utgjorde till 1938 ett eget pastorat för att därefter till 2002 vara moderförsamling i pastoratet Hyby och Bara som till 1962 även omfattade Mölleberga församling och från 1962 Bjärshögs församling och Skabersjö församling. Församlingen uppgick 2002 i Värby församling.

## Kyrkor
- Hyby kyrka
- Hyby gamla kyrka